# Hal G. Evarts junior
Hal G. Evarts junior, född 1915, död 1989 i La Jolla, Kalifornien, USA, var en amerikansk författare av främst western-romaner. Han skrev sammanlagt 28 romaner och mer än 100 noveller och var son till Hal G. Evarts senior.

## Biografi
Evarts karriär som skribent inleddes 1935 som reporter hos San Diego Evening Tribune.
Efter studier vid Stanford University erhöll Evarts 1936 en kandidatexamen i engelska och reste sedan till platser som Tibet och västra Kina, vilka gav underlag till tidningsartiklar, noveller och romaner.
1939 anställdes han av New York Herald Tribune som utrikeskorrespondent i Paris. Efter några månader blev han dock arbetslös eftersom tyskarna under andra världskriget ockuperade staden och 1940 tvingade kontoret att stänga. 1945 återvände Evarts till USA som krigshistoriker och bosatte sig samma år i La Jolla, där han sedan försörjde sig som frilansskribent och författare. Flera av hans western-romaner har översatts till svenska och utgivits av Wennerbergs Förlag. 
I början på 1960-talet började Evarts skriva för barn, däribland Bigfoot.
Evarts skrev även en biografi om sin far, Skunk ranch to Hollywood: the West of author Hal Evarts.